# Emerson Spencer
Emerson Lane Spencer, né le 10 octobre 1906 et mort le 15 mai 1985, était un athlète américain spécialiste du 400 mètres. Il a remporté la médaille d'or du relais 4 × 400 m lors des Jeux olympiques d'été de 1928.

## Carrière sportive
Emerson Spencer, alors étudiant à l'Université de Stanford, remporte le championnat universitaire en 1928 sur la distance du 440 yards, battant à l'occasion le record du monde de la discipline (47 s 0). Aux Jeux olympiques de 1928 à Amsterdam, il remporte le titre olympique du relais 4 × 400 mètres avec ses coéquipiers américains. 
Emerson Spencer est décédé à Palo Alto à l'âge de 78 ans.

## Palmarès

### Jeux olympiques
- Jeux olympiques de 1928 à Amsterdam ( Pays-Bas)
  -  Médaille d'or au relais 4 × 400 m